# Caitanya

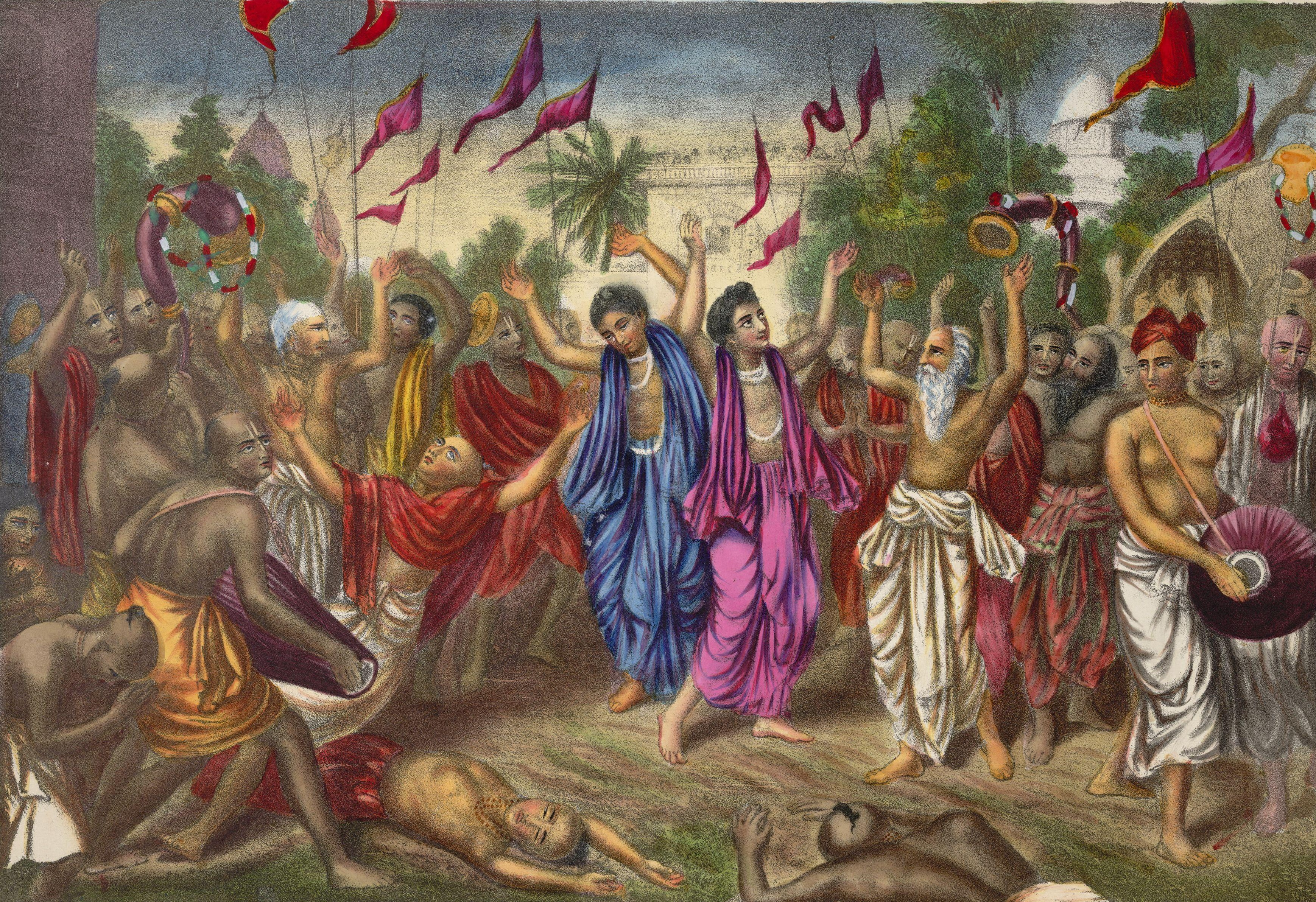
Caitanya (con il vestito rosa, con il vestito blu è raffigurato Nityānanda) mentre celebra con altri devoti di Kṛṣṇa, lungo le strade di Navadvīpa, la pratica del saṃkīrtana. Dipinto del XIX secolo. Si deve al mistico bengalese del XVII secolo la diffusione della pratica del saṃkīrtana pubblico, celebrato per mezzo di canti e danze estatiche accompagnati da tamburi (mṛdaṅgaṁ) e i timpani (karatāḷaṁ) in onore della coppia divina di Rādhā e di Kṛṣṇa.

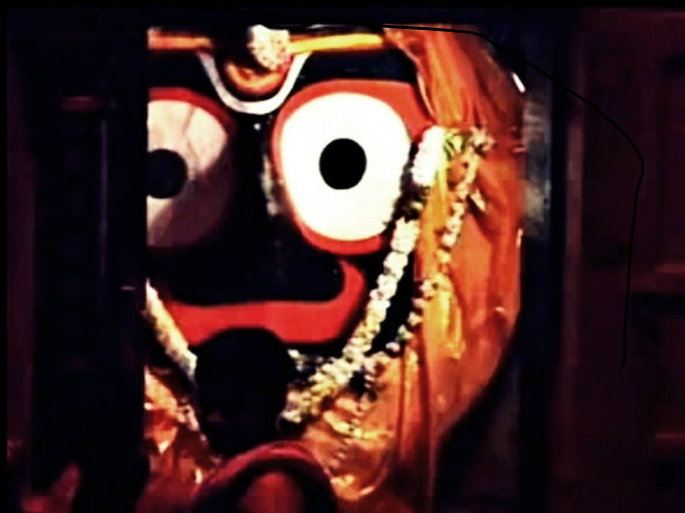
La forma di Jagannātha (Kṛṣṇa/Viṣṇu), presso il suo tempio principale a Purī (Oṛiśā). Narrano le agiografie che quando Caitanya la scorse cadde in profonda estasi perdendo i sensi.

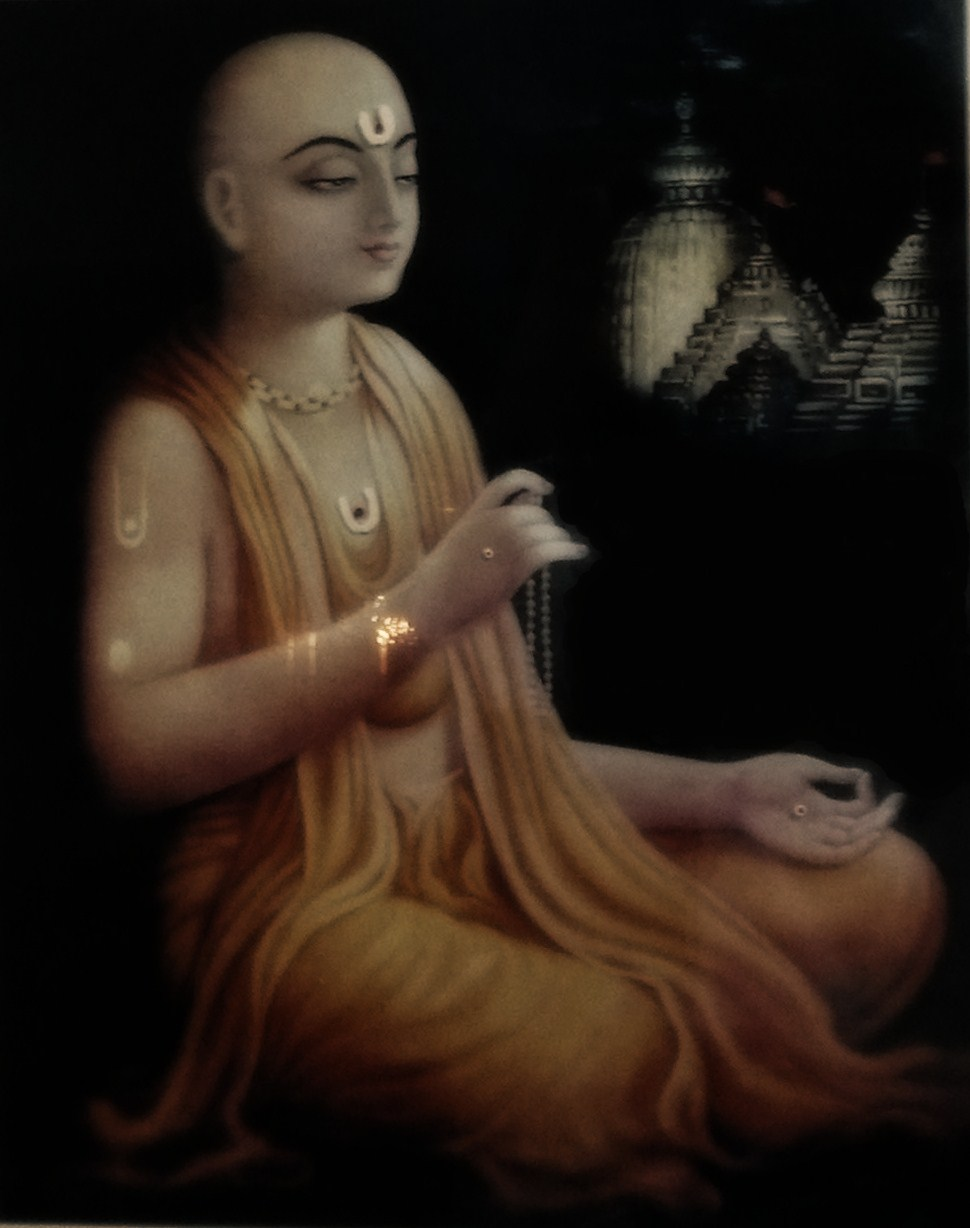
Caitanya in un dipinto degli inizi del XX secolo. Il segno posto sulla fronte e sulla spalla corrisponde al tilaka ed è un marchio che lo identifica come appartenente al sampradāya viṣṇuita: esso è composto da argilla bianca detta gopīcandana proveniente dalla città di Dvārakā (Dwarka), e rappresenta i due piedi di Kṛṣṇa (le linee parallele).

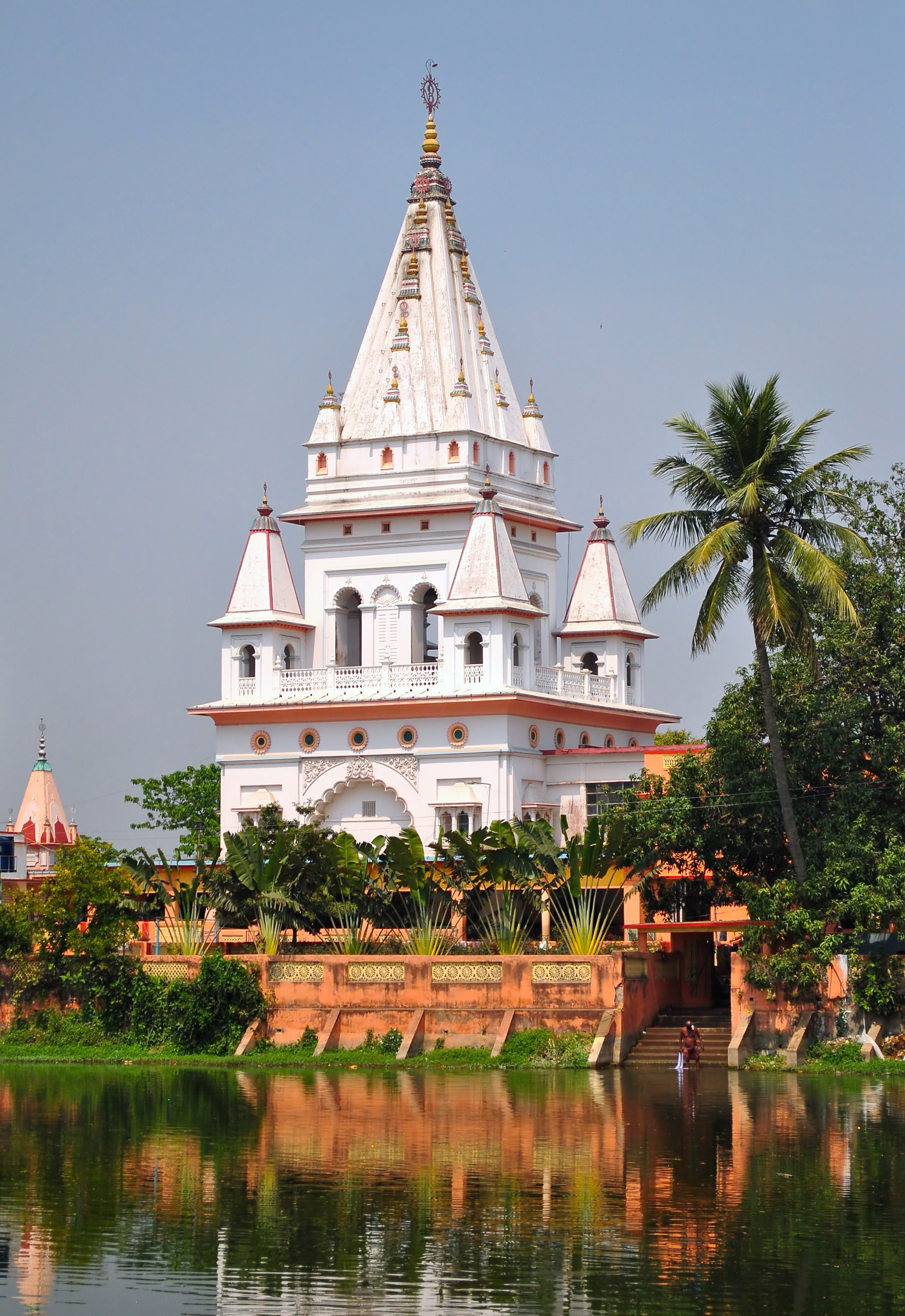
Yogapith, il tempio dedicato a Caitanya ed eretto sul luogo della sua nascita a Mayapur (India) nel 1880 da Kedarnath Datta, meglio conosciuto con il nome religioso di Bhaktivinoda Ṭhākura (1838-1914).

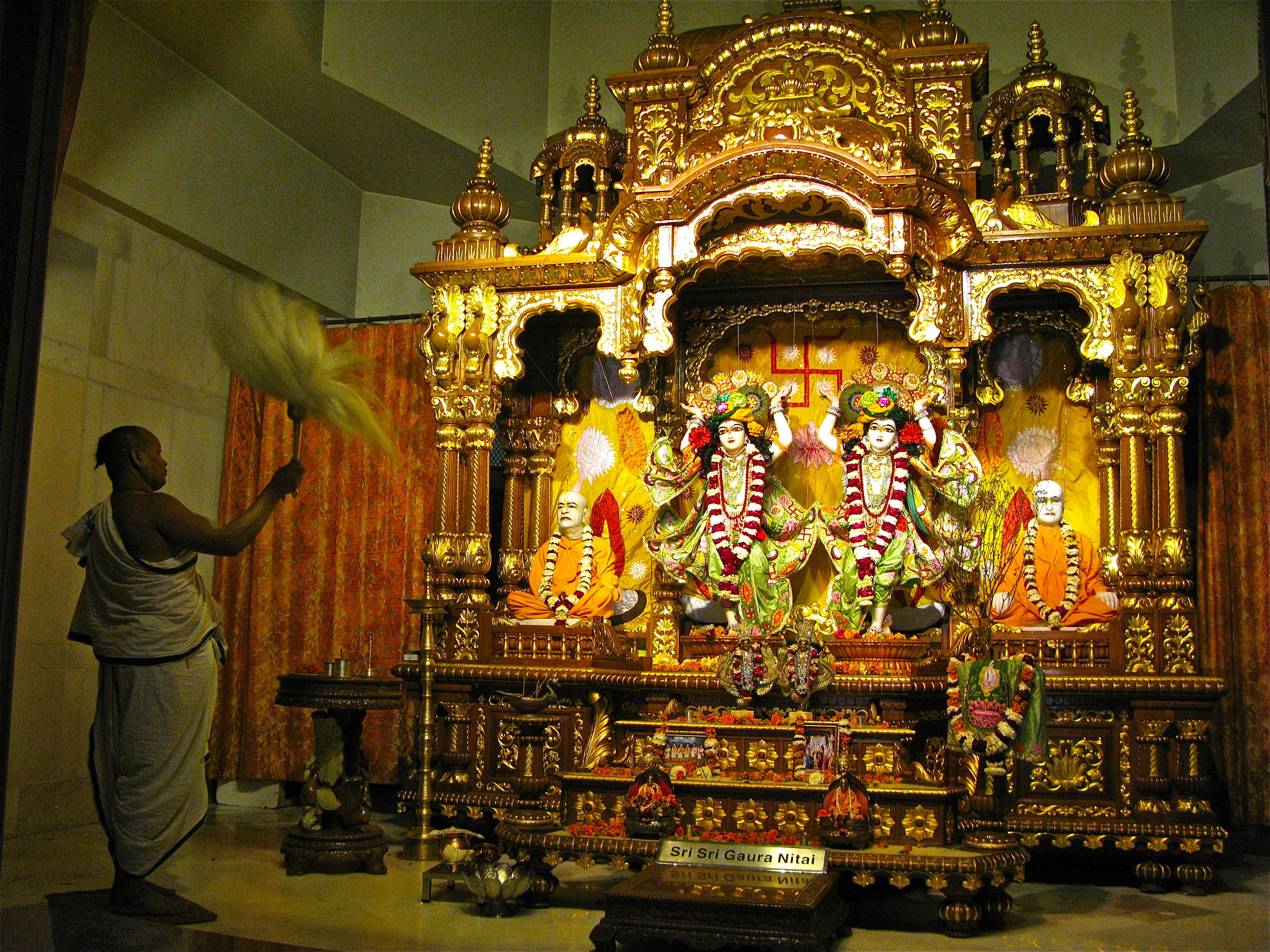
Altare dedicato a Caitanya e al suo compagno di predicazione Nityānanda, in un tempio ISKCON a Delhi.

Caitanya, anche Caitanya Mahāprabhu (lett. "il grande maestro/signore Caitanya"; devanāgarī: चैतन्‍य महाप्रभु; in bengali চৈতন্য মহাপ্রভূ) nome religioso di  Viśvambhara Miśra, (Navadvip, 27 febbraio 1486 – Puri, 9 luglio ? 1533), è stato un mistico indiano viṣṇuita, di particolare carisma, venerato in quel contesto come manifestazione delle divinità di Kṛṣṇa  e di Rādhā; nonché il fondatore di quella forma di viṣṇuismo che va sotto il nome di viṣṇuismo gauḍīya o bengalese.

## Vita
Viśvambhara (lett. "Reggitore del mondo", intende Viṣṇu), è il secondo figlio di una famiglia di brahmani viṣṇuiti (suo padre, Jagannātha Miśra, era un paṇḍit; sua madre, Śacī, era la figlia di Nīlambar Cakravartī, un famoso erudito), che viveva a Navadvīpa (Nadīyā ,oggi Navadvip, Bengala), importante centro di studi sanscriti, all'epoca sotto il dominio musulmano.
Nato durante una eclissi lunare nel mese di Phālgun (27 febbraio 1486), da bambino gli viene assegnato il soprannome di Nimāi, dal nome di una pianta medicinale, nima, per proteggerlo dai possibili assalti dei demoni; e anche i soprannomi di Gaura (il "dorato") e Gauracandra ("Luna dorata"), che più tardi verranno associati alla figura di Rādhā da lui stesso rappresentata. Il giovane Nimāi frequenta la locale scuola di sanscrito (ṭola) sotto un paṇḍita di nome Gaṅgādāsa.
Raggiunta l'età adulta, Viśvambhara diviene anche lui un insegnante di sanscrito (paṇḍita), sposando dapprima Lakṣmī, figlia di un brahmano di nome Vallabhācārya, e, dopo la sua morte causata dal morso di un serpente, Viṣṇupriyā, anch'essa di casta brāhmaṇa.
Nel 1508, all'età di ventidue anni Viśvambhara si reca a Gayā per i rituali śrāddha (inerenti ai defunti)  che intende celebrare a favore del padre e della prima moglie. In quella circostanza Caitanya incontra l'asceta e maestro (gurū) viṣṇuita Īśvara Purī, allievo di Mādhavendra Purī (quindi del lignaggio, sampradāya, fondato da Madhva nel XIII secolo) e, secondo le agiografie, si ritira dentro una grotta da cui esce dopo tre giorni trasfigurato da una profonda esperienza mistico-estatica consistente nella devozione (bhakti) nei confronti di Kṛṣṇa, qui inteso come la Persona suprema, Dio.
Ottenuta successivamente l'iniziazione (dīkṣā) da Īśvara Purī, Viśvambhara promuove delle riunioni pubbliche di saṃkīrtana (danze e canti religiosi in onore di Kṛṣṇa) finendo col provocare le autorità musulmane, ma acquisendo presto il ruolo di leader carismatico dell'importante comunità viṣṇuita di Navadvīpa.
La comunità religiosa promossa da Viśvambhara è solita riunirsi nel cortile della casa di un brahmano di nome Śrīvāsa oppure presso l'abitazione dell'anziano Advaita-ācārya, anche lui un brahmano, ma di stretta e ortodossa osservanza, iniziato nel lignaggio di Mādhavendra Purī. I rumorosi cortei mistico-estatici danzanti (detti nagara saṃkīrtana) di questi devoti viṣṇuiti creano presto delle turbolenze nella città di Navadvīpa e non manca chi li denuncia per "ubriachezza" al locale qāzī (governatore) musulmano, giungendo persino a imbrattare la porta di Śrīvāsa con il sangue di animali sacrificati.
Queste ostilità non fermano l'entusiasmo religioso di questi devoti, entusiasmo che progressivamente coinvolge anche numerosi cittadini di Navadvīpa.
Caitanya viene descritto alto oltre il metro e ottanta, una notevole altezza per un nativo del Bengala, e la sua abitudine di danzare ondeggiando con le braccia levate al ritmo degli strumenti insieme alla numerosa folla estatica deve aver infatti impressionato numerosi suoi concittadini, tra cui il giovane Gadādhara-paṇḍita, particolarmente attratto dalla figura di Viśvambhara.
Molti di costoro iniziarono a vedere nell'estatico Viśvambhara un avatāra di Kṛṣṇa e in Gadādhara-paṇḍita la sua śakti.
Anche un altro famoso e carismatico asceta, questo dalle caratteristiche iconoclaste del genere avadhūta, di nome Nityānanda,  riconosce pubblicamente in Viśvambhara la persona di Dio, Kṛṣṇa. Allo stesso modo Viśvambhara riconosce in Nityānanda il suo fratello maggiore e in tale veste lo fa adottare dalla madre Śacī.
La comunità dei devoti inizia quindi a vedere in Nityānanda il fratello maggiore di Kṛṣṇa, Balarāma.
Queste cinque personalità: Caitanya (Viśvambhara), Nityānanda, Advaita-ācārya, Gadādhara-paṇḍita e Śrīvāsa, finiranno per costituire quel Pañca-tattva oggetto di culto ancora oggi per i viṣṇuiti gauḍīya.
L'attività religiosa del mistico bengalese ormai occupa la sua intera vita quotidiana così, nel febbraio 1510, di fronte all'ācārya e saṃnyāsa Keśava Bhāratī, anche lui collegato a Mādhavendra Purī,  Viśvambhara rinuncia al mondo (acquisendo lo status di saṃnyāsa), e quindi alla propria famiglia, prendendo il nome religioso di Kṛṣṇa Caitanya (lett. "la cui coscienza è Kṛṣṇa") che gli viene assegnato dallo stesso maestro che appartiene all'ordine dei Bhāratī, a loro volta nell'ordine dei daśanāmi istituito secoli prima dal brahmano Śaṅkara, proprio per sottolineare che il nuovo saṃnyāsa Caitanya avrebbe reso il mondo "cosciente" (san. caitanya) in Kṛṣṇa.
Consapevole del significato di questa scelta ascetica e itinerante, questo per quanto concerne i futuri rapporti con la madre e la sposa, Viśvambhara ora chiamato con il nome religioso di Caitanya, decide di seguire il consiglio della madre Śacī e di recarsi presso la più vicina Purī (Oṛiśā), piuttosto che nella lontana località, sacra, di Vṛndāvana. Purī, inoltre, è la città in cui è ospitato il celebre tempio di Jagannātha ("Signore dell'universo", ovvero Kṛṣṇa/Viṣṇu).
Durante il viaggio verso Purī, Caitanya incontra un altro famoso studioso e asceta, Sārvabhauma Baṭṭācārya, a cui espone le teologie dualiste della bhakti,  superiori, a detta di Caitanya, a qualsiasi lettura monistica tipica dell'advaitavedānta.  Sārvabhauma Baṭṭācārya, profondamente colpito anche dalle estasi mistiche del giovane bengalese, introduce Caitanya presso la corte di Rāmānanda Rāya, un alto funzionario dell'imperatore Pratāparudra Deva della dinastia hindū Gajapati, funzionario che gli diviene subito devoto.
Giunto a Purī, poco tempo dopo il mistico bengalese decide di intraprendere con alcuni dei suoi devoti un lungo pellegrinaggio verso Sud, fino a Kanyakumari (Cape Comorin), passando per numerose località dell'India centrale e occidentale, diffondendo, in questo, modo il culto di Kṛṣṇa e la pratica pubblica del saṃkīrtana, questo senza fare alcuna distinzione di casta (varṇa), o di nazionalità, nella sua predica. Questo lungo pellegrinaggio consente a Caitanya di convertire alla sua pratica religiosa e alle sue dottrine anche devoti di altre religioni come i buddhisti, i musulmani e gli śivaiti.
Nel 1516, rientra a Purī, presso il tempio di Jagannathā dove Caitanya viene considerato avatāra di Kṛṣṇa.
Alcuni anni dopo il suo rientro a Purī, Caitanya decide di intraprendere un nuovo pellegrinaggio, questa volta verso Vṛndāvana attraversando il Bengala seguito dalla numerosa folla dei suoi devoti, ma due suoi nuovi discepoli, i fratelli Rūpa (1493-1564) e Sanātana (1488–1558) (i quali faranno successivamente parte del gruppo detto dei sei Gosvāmin), lo convincono a ritornare sui suoi passi e quindi a rientrare a Purī, in quanto questo tipo pellegrinaggio sarebbe risultato troppo "pubblico" e quindi inadatto per un saṃnyāsa.
Trascorsa una stagione, Caitanya intraprende nuovamente il pellegrinaggio, ma in tono minore, verso la regione del Vraja. Durante questo viaggio si narra dell'attraversamento della foresta di Jhārikhaṇḍa, dove Caitanya inizia a cantare le lodi di Dio accompagnato dagli uccelli, mentre una tigre lo segue nella danza.
Sempre durante questo pellegrinaggio il mistico bengalese evita i contatti con le celebri comunità ascetiche e brahmaniche di Vārāṇasī, fatto salvo il brahmano Tapana Miśra, il cui figlio Raghunātha Bhaṭṭa (1505-1579) diverrà suo devoto e, successivamente, uno dei sei Gosvāmin.
Giunto a Vṛndāvana, Caitanya ripercorre i luoghi da lui vissuti in qualità di Kṛṣṇa, cadendo frequentemente in estasi a tal punto che i suoi compagni di pellegrinaggio lo convincono ad allontanarsi da quei luoghi, temendo per la sua salute.
Nel viaggio di ritorno il mistico bengalese incontra nuovamente Rūpa nella località di Prayāga, nel Triveṇi, e Sanātana a Vārāṇasī. I due fratelli hanno nel frattempo abbandonato la loro professione di funzionari al servizio del sultano del Bengala, Alauddin Husain Shah, per dedicarsi esclusivamente alla vita religiosa sotto la guida di Caitanya che successivamente li invia nel Vraja a costituire quella comunità religiosa che avvierà i locali culti kṛṣṇaiti.
Rientrato a Purī, Caitanya guiderà, anche in qualità di saṃnyāsa, la numerosa e composita comunità religiosa che gli era profondamente devota e che vedeva in lui l'avatāra di Kṛṣṇa nel kaliyuga. Tra questi spicca il nome dell'erudito Svarūpa Dāmodara che più di ogni altro gli stette vicino in qualità di "amanuense".
Svarūpa Dāmodara ebbe come discepolo Raghunātha Dāsa, questi il maestro di Kṛṣṇadās Kavirāja, l'autore del celebre Caitanya Caritāmṛta. Fu Raghunātha Dāsa che informò Kṛṣṇadās Kavirāja sull'incarnazione "androgina" in Caitanya della divina coppia di Rādhā-Kṛṣṇa, incarnazione poi celebrata dalla tradizione gauḍīya.
Kṛṣṇadās Kavirāja riferisce anche che, con il prosieguo degli anni, le estasi mistiche di Caitanya divennero sempre più frequenti al punto che lo si dovette assistere giorno e notte.
Non esistono testimonianze precise riguardo alla sua morte che avvenne a Purī, nel 1533, nel mese di Āṣārḥ, forse il 9 luglio.

## Dottrine
Caitanya non è stato un teologo in senso stretto, quanto piuttosto un mistico e un estatico che pure seppe provocare in personalità differenti lo stesso suo ardore mistico.
Molti eruditi, che poi furono a fondamento di complesse dottrine teologiche (ad esempio i fratelli Rūpa Gosvāmī e Sanātana Gosvāmī e il loro nipote Jīva Gosvāmī) furono suoi diretti discepoli e devoti.
Sono testimoniate delle estasi profonde di Caitanya nei confronti di Kṛṣṇa e anche degli struggimenti per la lontananza (viraha "separazione). Caitanya a volte vestiva da donna identificandosi con Rādhā, la sposa divina di Kṛṣṇa intesa come anima individuale che mira a servire il Bhagavān, rispettando così la sua autentica natura spirituale.
Gli insegnamenti di Caitanya sono fondati sul Bhāgavata Purāṇa (in particolare nella versione con il commento, dal titolo Bhāvārthabodhinī, di Śrīdhara Svāmī; 1378-1414). La natura di Dio, Kṛṣṇa, la Persona suprema, è indicata come Bhagavat/ Bhagavān ed è pienamente personale.
Gli esseri viventi sono sue emanazioni particolari, quindi diverse ma allo stesso tempo partecipanti (non diverse) dalla loro natura e origine divina (dottrina della  acintya-bhedābheda).
L'anima (ātman individuale: lo jīvātman) degli esseri viventi è trascinata dal karman, quindi nel saṃsāra, ovvero nelle rinascite nel mondo materiale finché, per "grazia divina" (kṛpa), non si rende pienamente consapevole della sua autentica natura di servitrice e devota di Dio, Kṛṣṇa.
Nell'era attuale, detta del kaliyuga l'unico modo per conseguire la liberazione dal dominio del saṃsāra, luogo di sofferenza e di ignoranza (avidyā), è quello di imitare i comportamenti di coloro che furono parenti, compagni, amici, amanti di Dio, Kṛṣṇa e quindi amarlo ed essergli devoti (bhakta).
Degli scritti di Caitanya conserviamo solo "Otto stanze" (Śikṣāṣṭakam), la prima recita:
(Caitanya, Śikṣāṣṭakam, I; riportato nel Caitanya Caritāmṛta, Antya-līlā, 20, 12)